# 帕罗斯岛
帕罗斯岛（羅馬化：Paros），是在爱琴海中部基克拉泽斯群岛的一个希腊岛屿。它位于纳克索斯岛的西部，两岛只相隔八公里宽的海峡。帕罗斯岛离比雷埃夫斯港东南部约185公里（100海里）。该岛面积为196.3平方公里，2011年人口数量为13,715人。行政上该岛属于南愛琴大區帕罗斯专区的帕罗斯市镇。该岛首府为帕里基亚。
现今帕罗斯岛是欧洲最受欢迎的旅游热点之一，也以其众所周知的精美白色大理石闻名中外。首府内清静而狭窄的街道围绕着一座十三世纪威尼斯人的城堡。帕利基亚的主要广场有座”百门教堂”（Ekatontapiliani），据说是康斯坦丁大帝的母亲聖海倫納（Saint Helen），在她去圣地朝圣时建造的。它由两个毗邻的小礼拜堂组成，是很早的拜占庭建筑形式。游船码头附近有一座风车环岛，市内还有免费公共汽车环城浏览市容。在岛北面的纳欧萨海湾（Naoussa），有个只有2870人的安宁渔村，留存着古老的城堡遗址。在古代这个海港是由铁链封锁起来才得以和平而发展繁荣。离帕罗斯岛最近的岛屿是在其西南部的安迪帕罗斯岛。

## 外部連結
- 帕罗斯市镇官方网站 （页面存档备份，存于） （希腊文） （英文）
- 帕罗斯岛信息网站 （页面存档备份，存于）（多语种版本）